# Abdelmalek Bitam
Pour les articles homonymes, voir Bitam.
Abdelmalek Bitam (en arabe : عبد المالك بيطام) est un footballeur algérien né le 17 juin 1986 à Batna. Il évolue au poste de milieu gauche à l'E Sour El Ghozlane.

## Biographie
Il évoluait en première division algérienne avec les clubs du CA Bordj Bou Arreridj, de l'USM Blida, du CA Batna, de l'USM El Harrach et du NA Hussein Dey.

## Palmarès
| USM El Harrach - Championnat d'Algérie : - vice-champion : 2012-13. |  | CA Bordj Bou Arreridj - Coupe d'Algérie : - Finaliste : 2008-09 . |